# Innocenzo d'Alaska

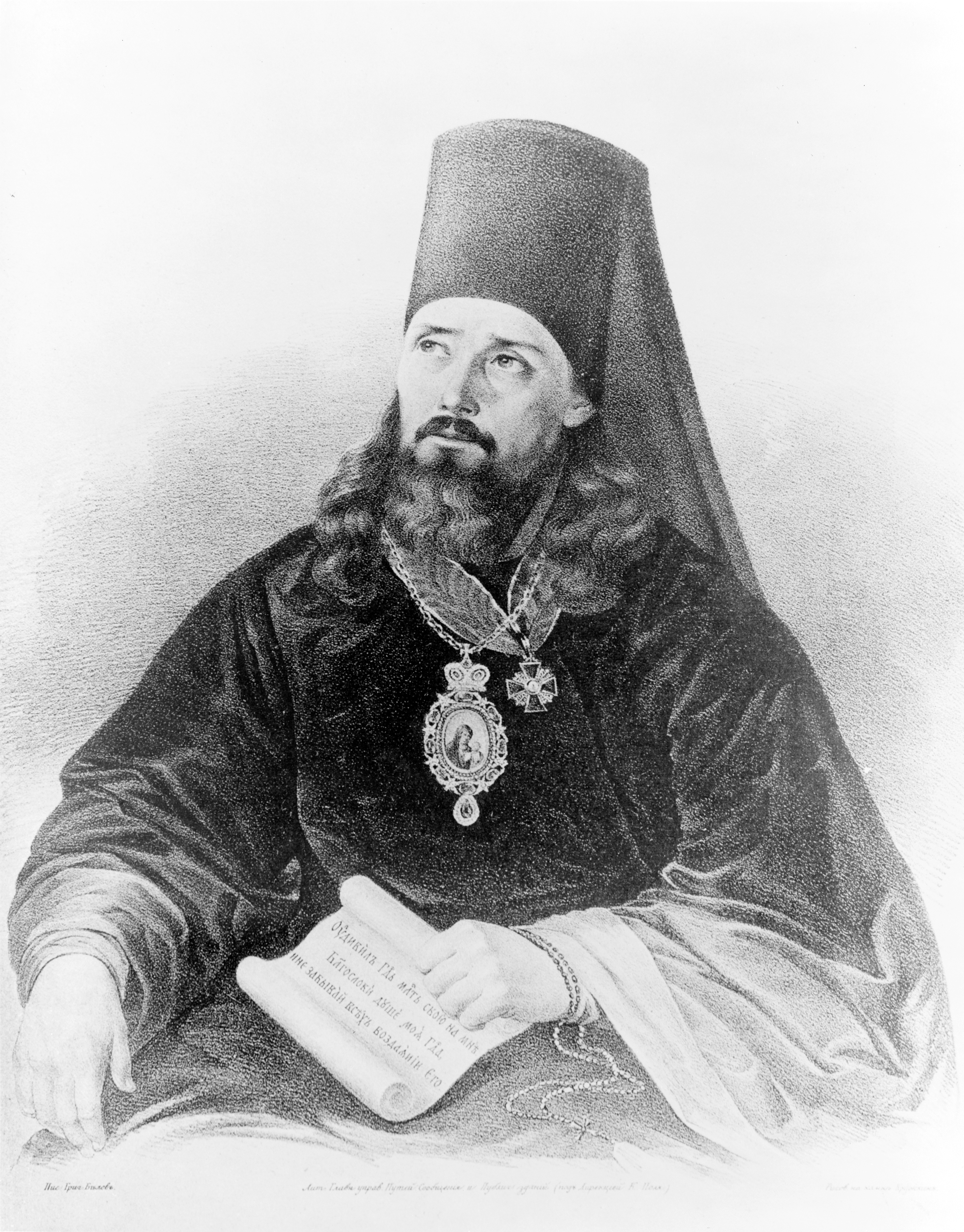
Innocenzo D'alaska

Innocenzo, al secolo Ivan Evseevič Popov-Veniaminov (in russo Иван Евсеевич Попов-Вениаминов?) (Anginskoe, 26 agosto 1797 – Mosca, 31 marzo 1879), fu, dal 5 gennaio 1868 al 31 marzo 1879, giorno in cui morì, metropolita di Mosca. In precedenza fu il primo vescovo ortodosso in Alaska e nelle Americhe e fu arcivescovo in Kamčatka. È venerato come santo dalla Chiesa ortodossa russa.

## Biografia
Nato ad Angiskoe da una famiglia di religiosi, entrò in seminario a 10 anni. Ordinato parroco di Irkutsk nel 1821, all'epoca si faceva chiamare Padre Ioann.

## Carriera ecclesiastica

### Alaska
Agli inizi del 1823, venne chiesto al vescovo di Irkutsk, Michele Burdukov, di mandare un prete ad Unalaska, in Alaska. Ivan si offrì volontario e a maggio dello stesso anno partì con la moglie e i figli, arrivando a destinazione a luglio 1824 dopo un viaggio lungo e travagliato.
Essendo il territorio della diocesi diviso in varie isole, Ioann viaggiò molto in canoa tra le isole Fox e Pribilof, dedicandosi agli indigeni e studiandone lingue e dialetti, arrivando addirittura ad introdurre l'alfabeto cirillico per l'aleutino e a tradurre nelle lingue locali passi della Bibbia. Infine, nel 1834, si trasferì sull'isola Sitka dove si occupò dei Tlingit, ricominciando le sue traduzioni.

### Kamčatka
Nel 1838 girò per San Pietroburgo, Mosca e Kiev per riferire dei risultati del suo lavoro, ma venne poi informato della morte di sua moglie in Alaska e rientrò.
Nel novembre 1840 fu ordinato monaco e scelse di chiamarsi Innocenzo in onore di Sant'Innocenzo di Irkutsk. Un mese dopo, fu nominato vescovo della Kamčatka, con un territorio che però comprendeva anche l'America russa e con sede a Novo-Archangelsk, la moderna Sitka. Il 21 aprile 1850 fu elevato arcivescovo. Nel 1853 la sede fu trasferita a Jakutsk, e da allora Innocenzo cominciò a tradurre le Sacre Scritture in lingua sacha.
Nell'aprile 1865 divenne membro del Santissimo Sinodo della Chiesa Ortodossa Russa.

### Mosca, morte e canonizzazione

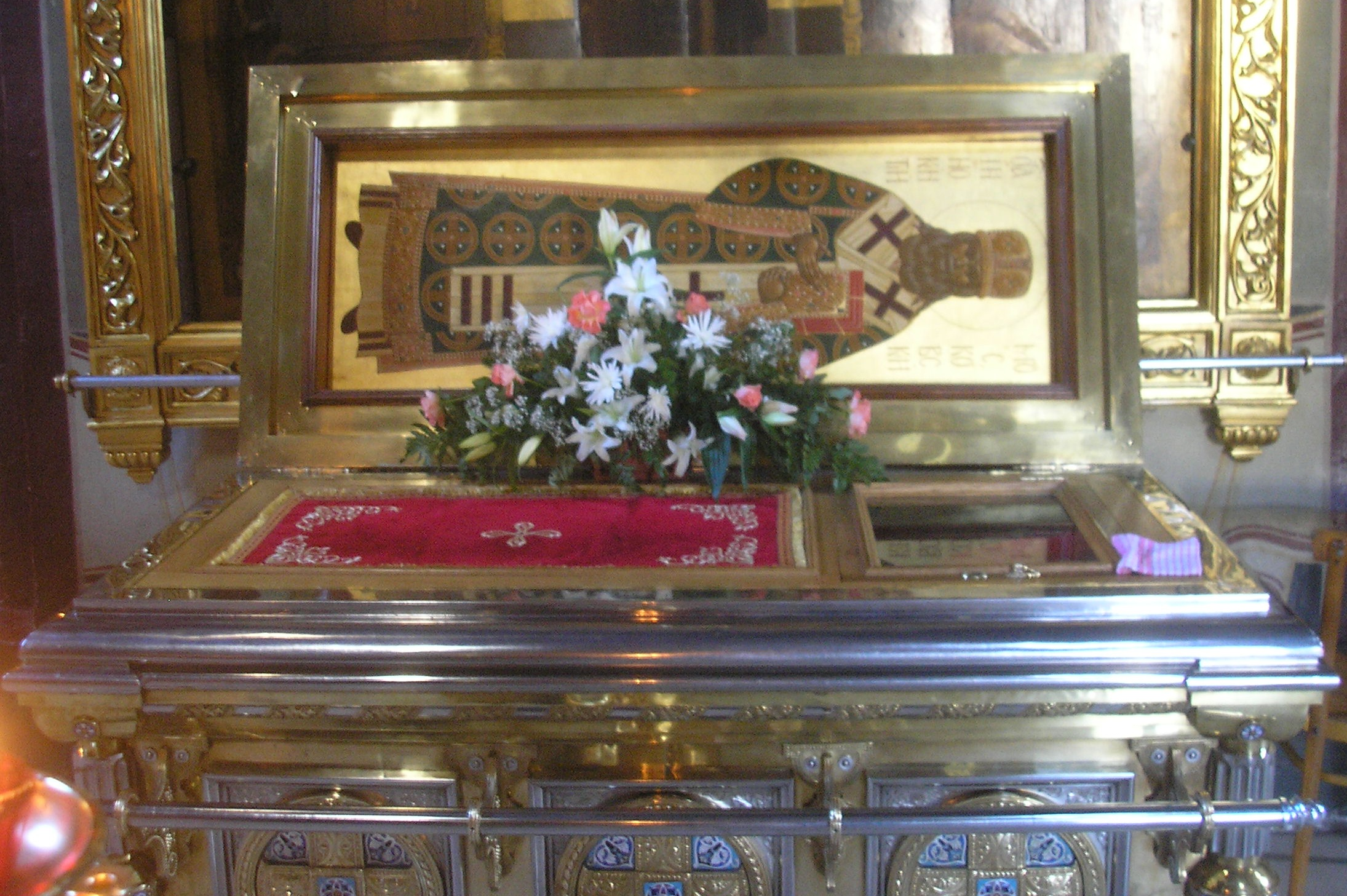
Reliquie di Sant'Innocenzo a Sergiev Posad.

Infine, il 19 novembre 1867, venne eletto vescovo metropolita di Mosca, e si insediò il 5 gennaio 1868.
Morì il 31 marzo 1879 e fu sepolto nel monastero della Trinità di San Sergio a Sergiev Posad.
Venne canonizzato il 6 ottobre 1977 dal patriarca Pimen di Mosca.